# Masamitsu Ōshima
Masamitsu Ōshima est un herpétologiste et un ichtyologiste japonais, né le 21 juin 1884 à Sapporo et mort le 26 juin 1965 dans cette même ville.
Il est diplômé en 1908 à l’université impériale de Tokyo où il suit les cours de Motokichi Namiye (1854-1918) qui avait été lui-même initié à l’herpétologie lors des voyages de Leonhard Hess Stejneger (1851-1943). Ōshima travaille alors comme technicien à l’institut de recherche du gouvernement coloniale de Formose et étudie notamment les serpents venimeux.
En 1919, il obtient un Master of Arts à l’université Stanford où il suit les cours de David Starr Jordan (1851-1931). À son retour au Japon, il obtient son doctorat à Tōkyō en 1902 et travaille surtout sur les poissons.
En 1924, il est maître de conférences à l’université féminine de Tōkyō, puis à l’école supérieure du district tokyoïte en 1930 et à l’institut de recherche tropicale des Palaos en 1940. Durant la guerre, il est chargé de réaliser une clé de détermination des espèces de serpents venimeux à destination des troupes japonaises. Après la guerre, il devient conseiller auprès des troupes étrangères et obtient son deuxième doctorat en 1958 en agriculture avec un travail sur la truite. Ōshima fait paraître de nombreuses publications sur les poissons et les reptiles.

## Source
- Kraig Adler (1989). Contributions to the History of Herpetology, Society for the study of amphibians and reptiles.
- Notices d'autorité :   - VIAF
  - ISNI
  - LCCN
  - Japon
  - CiNii
  - Israël
  - WorldCat